# زميفكا
زميفكا (بالروسية: Змиевка) هي مدينة في مقاطعة أوريول أوبلاست في روسيا. يبلغ عدد سكانها حوالي 6053 نسمة.